# Мілінги
Мілінги — південнослов'янське плем'я, споріднене до езеритів, що населяло в VIII ст. н. е. північ півострову Пелопонес, переважно західні схили хребта Тайгет (грец. Ταΰγετος). Протягом 800—840-х років намагалося розширити свої володіння, утворивши державу. Втім зазнало поразки від Феотікста Бриєннія, стратега. Але зуміло зберегти внутрішню автономію. Остаточно підкорено Візантією у 910-х роках.
Основними заняттями були землеробство та скотарство. 